# Simulium oguamai
Simulium oguamai är en tvåvingeart som beskrevs av Lewis och Ronald Henry Lambert Disney 1972. Simulium oguamai ingår i släktet Simulium och familjen knott.
Artens utbredningsområde är Kamerun. Inga underarter finns listade i Catalogue of Life.